# Malachov (pevnost)
Malachov (ukrajinsky Малахів, rusky Малахов, francouzsky Malakoff) byla pevnost v Sevastopolu. Její bašty a věž se tyčily téměř 100 metrů nad Sevastopolským zálivem.

## Vznik pojmenování
Strategicky významný kopec byl pojmenován po kapitánu Michailu Malachovovi, a lze ho doložit na plánu Sevastopolu z roku 1851. Legenda, kterou sdílejí oficiální instituce, vypráví, že kapitán Michail Malachov byl oblíbený lidmi, pomáhal jim radami a proto ho často navštěvovali. Důvod častých návštěv byl však banální: nákup pašované vodky. Kapitán lodi Malachov dodával proviant do Sevastopolu. Falšoval lodní deníky a mohl tak využít svou funkci k nelegálnímu obchodu. Byl souzen vojenským soudem a propuštěn z armády.

## Centrum zájmu
Krymská válka byla s napětím sledována evropskými občany. Velkou pozornost si vynutily boje o Sevastopol a pevnost nad přístavem – Malakoff. V době telegrafu a tištěných médií byli čtenáři rychle informováni a jméno Malakoff se stalo známým. Dne 8. září 1855 byla pevnost po 11 měsících bojů dobyta francouzskými jednotkami. Jméno Malakoff se ve veřejném povědomí stalo symbolem síly, monumentality, hmotnosti, velikosti a odolnosti.
Vrchním velitelem francouzských sil byl divizní generál Aimable Jean Jacques Pélissier. Dne 12. září byl povýšen do hodnosti maršála Francie. Byl mu udělen titul vévoda z Malakoff.

## Popularizace jména
- Od roku 1845 stavěl Alexandre Chauvelot, realitní developer, domy ve vesnici Vanves. Kromě domů postavil i zábavní park, včetně věže, kterou nazval věž Malakov.
- Dne 8. listopadu 1883 se nová čtvrť osamostatnila a zvolila si nejen jméno Malakoff,[4] ale i městský znak s vyobrazením zábavního parku. S Paříží je město spojeno linkou č.13 metrem s možností nastoupit ve stanicích Plateau de Vanves a Rue Étienne Dolet.
- Marie-Antoine Carême, přezdívaný "král kuchařů a kuchař králů", považoval kulinářství za obor architektury, a vytvářel dorty vysoké i několik stop. Dorty stavěl v podobě chrámů, pyramid a dalších starověkých staveb. Byl autorem nepečeného dortu Charlotte[5] (Šarlota), který pojmenoval po Friederice Charlotte Marie von Württemberg, švagrové cara Alexandra I., který šéfkuchaře pozval do Petrohradu. Více než dvacet let po jeho smrti se dortu začalo říkat Charlotte Malakoff, zkráceně Malakoff.
- V době bitvy o Sevastopol se začaly v uhelných regionech[6] stavět mohutné těžní věže[7][8] z cihelného zdiva. Protože pojem Malakoff byl synonymem velikosti a odolnosti, začalo se jím říkat věže Malakoff. V odborné báňské terminologii pojem Malakoff použil teprve v roce 1928 Carl Koschwitz.[9]

## Komplex památníků
- Replika dvoupatrové Obranné věže z vápence z nedalekého Inkermanu.[10] Mohutná stavba měla průměr sedm sáhů (asi 14 až 15 metrů) a výšku 28 stop (asi 8 ½ metru).[11]
- Mramorový pomník postavený z roku 1892 nad hromadným hrobem ruských a francouzských vojáků.[12]
- Olejomalba (panorama) Obrana Sevastopolu, dílo Franze Roubauda, které bylo představeno veřejnosti v roce 1905, v den 50. výročí bitvy. Toto panorama bylo umístěno v budově, kterou navrhl vojenský inženýr Friedrich-Oskar Enberg.[13]
- Bronzový model pevnosti od Adolfa Lvoviče Šefera.[14]
- Žulový pomník s letadlem na počest pilotů 8. letecké armády, kteří bojovali o Sevastopol ve 2. světové válce.

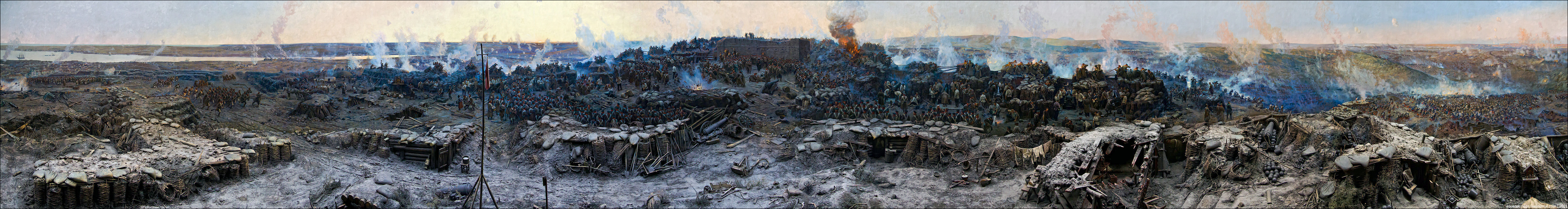
Panorama první obrany Sevastopolu